# تشارلز فيرغسون
تشارلز فيرغسون (بالإنجليزية: Charles Ferguson) هو منتج أفلام وشخصية أعمال ورائد أعمال وكاتب سيناريو وكاتب ومخرج أمريكي، ولد في 24 مارس 1955 في سان فرانسيسكو في الولايات المتحدة.

## وصلات خارجية
- تشارلز فيرغسون على موقع IMDb (الإنجليزية)
- تشارلز فيرغسون على موقع ألو سيني (الفرنسية)
- تشارلز فيرغسون على موقع أول موفي (الإنجليزية)
- تشارلز فيرغسون على موقع بوكس أوفيس موجو (الإنجليزية)
- تشارلز فيرغسون على موقع قاعدة بيانات الأفلام السويدية (السويدية)
- تشارلز فيرغسون على موقع قاعدة بيانات الفيلم (الإنجليزية)
- تشارلز فيرغسون على موقع كينوبويسك (الروسية)